# Tierra Grande, Mexiko
Tierra Grande är en ort i Mexiko.   Den ligger i kommunen Valle de Bravo och delstaten Mexiko, i den södra delen av landet, 100 km väster om huvudstaden Mexico City. Tierra Grande ligger 2 207 meter över havet och antalet invånare är 220.
Terrängen runt Tierra Grande är kuperad. Runt Tierra Grande är det ganska tätbefolkat, med 116 invånare per kvadratkilometer. Närmaste större samhälle är Valle de Bravo, 10,9 km nordväst om Tierra Grande. I omgivningarna runt Tierra Grande växer huvudsakligen savannskog.